# Timothé Rupil
Timothé Rupil (* 12. Juni 2003 in Luxemburg-Stadt) ist ein luxemburgisch-italienischer Fußballspieler.

## Karriere

### Verein
Von seinem Heimatverein ES Küntzig wechselte Rupil über UN Käerjéng 97 zur Saison 2019/20 in das Nachwuchsleistungszentrum des deutschen Bundesligisten 1. FSV Mainz 05. Dort spielt er für dessen U-19 in der A-Junioren-Bundesliga Süd/Südwest. Am Ende der Saison 2020/21 kam er zu seinen ersten Einsätzen für die 2. Mannschaft in der Regionalliga Südwest. Der Mittelfeldspieler nahm im Juli 2021 mit der Profimannschaft der Mainzer am Trainingslager zur Vorbereitung auf die Saison 2021/22 teil und saß am 15. August 2021 gegen RB Leipzig erstmals bei einem Bundesligaspiel auf der Reservebank. Bis zum Sommer 2024 gehörte er dann fest zum Kader der Reservemannschaft und erzielte dort in 50 Ligaspielen sieben Treffer. Anschließend wurde sein auslaufender Vertrag nicht mehr verlängert.
Zur Spielzeit 2024/25 wechselte Rupil zur zweiten Mannschaft des FC Schalke 04 in die Regionalliga West. Dort kam er in seiner ersten Saison auf 20 Ligaeinsätze, in denen ihm zwei Treffer gelangen.

### Nationalmannschaft
Nach diversen Einsätzen in den Jugendauswahlen Luxemburgs debütierte Rupil als 17-Jähriger am 7. Oktober 2020 beim Testspiel gegen Liechtenstein (1:2) für die luxemburgische A-Nationalmannschaft, als er vor heimischer Kulisse in der 46. Minute für Olivier Thill eingewechselt wurde.